# 陈朝栋
陈朝栋，福建闽县（今福建福州）人，是一名清朝政治人物。
陈朝栋曾于1772年接替韩运鸿任金山县知县一职，1772年由程名程接任。